# Sebagulau
Sebagulau (Sabagulau, Subagulau) ist eine osttimoresische Aldeia im Suco Ainaro (Verwaltungsamt Ainaro, Gemeinde Ainaro). 2015 lebten in der Aldeia 466 Menschen.

## Geographie
Die Aldeia Sebagulau liegt im Nordosten des Sucos Ainaro. Nordwestlich befindet sich die Aldeia Teliga, westlich die Aldeia Nugufú und südlich die Aldeia Ainaro. Im Osten grenzt Sebagulau an den Suco Manutaci. Sebagulau, die einzige Siedlung der Aldeia, liegt im Zentrum auf einer Meereshöhe von 1005 m. Nach Süden hin geht die Besiedlung über in die Stadt Ainaro.

## Geschichte
Südlich des Dorfes Sebagulau befinden sich die Überreste der Tranqueira Subago, eine Befestigungsanlage, die zum Schutz einer Siedlung von den Timoresen angelegt wurde. Die Siedlung wurde noch am Anfang des 20. Jahrhunderts bewohnt. Heute sind noch einige Wehrmauern und Steinaltäre hier erkennbar.